# Corita Cunha
Corita Cunha, nome artístico de Cora Bockel (Buenos Aires, 1917 — Brasil, 2003), foi uma atriz brasileira nascida na Argentina.

## Carreira
Corita Cunha participou de cinco filmes. Seu principal trabalho foi em "O Caçador de Diamantes", realizado em 1933 por Vittorio Capellaro. Órfã veio para o Brasil com sua avó Cláudia Montenegro que apresentava-se em São Paulo em boates. 
Corita era considerada em seu tempo umas das mais belas mulheres o que desencadeou uma paixão obsessiva de Assis Chateaubriand, então casado, pela jovem atriz. 
Após o desquite de Assis, Corita passou a morar com Assis, assim como sua avó Cláudia Montenegro, sua tia-avó Maria Montenegro e Zulema, sua prima. Assis alimenta um Ciúme patológico por Corita o que contribuiu para a insatisfação da atriz. Em 1934 nasceu Tereza Cunha, filha do casal, mas que não pode receber o sobrenome do pai devido o divórcio ser proibido na época. Corita fugiu em 1942 com o arquiteto Clito Bockel com quem viveu pelo resto de sua vida
O Caçador de Diamantes foi restaurado pela Cinemateca Brasileira em 1997 e exibido no Cine Odeon em 2001, nesse período Corita era a única remanescente da equipe

## Filmografia
| Ano  | Título                 | Personagem   |
| ---- | ---------------------- | ------------ |
| 1936 | O Grito da Mocidade    | —            |
| 1934 | Rosa de Sangue         | —            |
| 1933 | O Caçador de Diamantes | Maria        |
| 1931 | Coisas Nossas          | —            |
| 1931 | Alvorada de Glória     | Irmã de Nilo |
| 1931 | O Babão                | Moça         |